# Saint-Sauveur-d’Émalleville
Saint-Sauveur-d’Émalleville ist eine französische Gemeinde mit 1.203 Einwohnern (Stand: 1. Januar 2022) im Département Seine-Maritime in der Region Normandie. Sie gehört zum Arrondissement Le Havre und zum Kanton Saint-Romain-de-Colbosc (bis 2015: Kanton Goderville). Die Einwohner werden Saint-Sauveurais genannt.

## Geographie
Saint-Sauveur-d’Émalleville liegt etwa 19 Kilometer nordöstlich von Le Havre. Umgeben wird Saint-Sauveur-d’Émalleville von den Nachbargemeinden Écrainville im Norden, Manneville-la-Goupil im Osten, Angerville-l’Orcher im Süden sowie Vergetot.

## Geschichte
1824 wurden die Gemeinden Saint-Sauveur-la-Campagne und Émalleville zusammengeschlossen.

## Bevölkerungsentwicklung
| Jahr                      | 1962 | 1968 | 1975 | 1982 | 1990 | 1999 | 2006 | 2013 |
| Einwohner                 | 364  | 321  | 428  | 782  | 862  | 968  | 1141 | 1191 |
| Quelle: Cassini und INSEE |      |      |      |      |      |      |      |      |

## Sehenswürdigkeiten
- Kirche Saint-Sauveur aus dem 13. Jahrhundert, Umbauten aus dem 16. Jahrhundert, frühere Priorei
- Kirche Sainte-Anne aus dem 12./13. Jahrhundert, Umbauten aus dem 18. Jahrhundert
- Schloss Émalleville